# Меланхтон, Филипп
Фи́липп Мела́нхтон (нем. Philipp Melanchthon; 16 февраля 1497, Бреттен (ныне — федеральная земля Баден-Вюртемберг) — 19 апреля 1560, Виттенберг (ныне — федеральная земля Саксония-Анхальт) — немецкий гуманист, теолог и педагог, евангелический реформатор, систематизатор лютеранской теологии, сподвижник Лютера.

## Ранние годы
Настоящая фамилия — Шварцерд (Schwartzerdt или Schwarzerd). Родился в семье оружейника и купеческой дочери; ученик и внучатый племянник Иоганна Рейхлина. 12 лет от роду поступил в Гейдельбергский университет, в 1514 году получил в Тюбингенском университете степень магистра и читал там лекции о римских классиках и греческой грамматике. В это время известный гуманист и философ того времени Эразм Роттердамский издал свой перевод Нового Завета. Этот перевод послужил началом для изучения текста Библии Меланхтоном.
С 1509 года не без влияния своего великого родственника вместо настоящей фамилии стал использовать её перевод на греческий язык — Меланхтон (др.-греч. μελάγ χθων, от нем. Schwartz Erdt — «чёрная земля»), под которым и вошёл в историю.
В 1520 году женился на Катарине Крапп — дочери бургомистра Виттенберга.

## Меланхтон и Лютер
Ещё до женитьбы стараниями Рейхлина Меланхтон получил кафедру греческого языка в Виттенбергском университете, где познакомился с Лютером. В своей вступительной лекции «De corrigendis adolescentiae studiis» (1518), составившей эпоху в истории немецкой школы, он изложил свою гуманистическую программу, одобренную Лютером. Дружба с Лютером началась у Меланхтона во время лейпцигского диспута Лютера с Экком весной 1518 года. С тех пор, несмотря на временные разногласия, эта дружба не прерывались до самой смерти Лютера, во многом, благодаря мягкости самого Филиппа. Лютер предназначал его себе в преемники, и после смерти Лютера (1546 год) Меланхтон действительно встал во главе лютеранства. После своей смерти Меланхтон был погребен рядом с могилой Лютера.

## Дружба с Кальвином

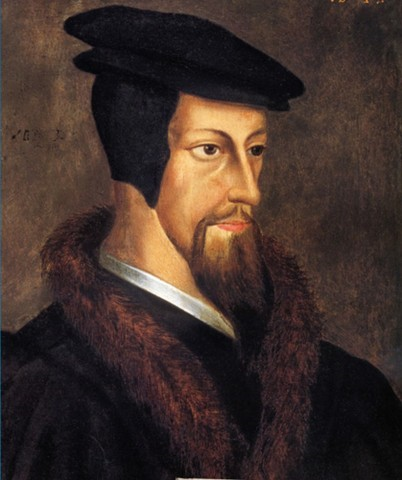
Жан Кальвин

Меланхтон был знаком с женевским реформатором Жаном Кальвином и был его близким другом. Несмотря на то, что был на 20 лет старше Кальвина, они общались на равных и Меланхтон даже признавал превосходства своего младшего друга как богослова и учёного. Часто он называл его просто «Богословом».
Впервые Меланхтон познакомился с Кальвином по переписке, через Мартина Буцера. Это произошло в октябре 1538 года. Меланхтон тогда свёл Кальвина с Лютером и познакомил последнего с произведениями женевского реформатора. Меланхтон впервые лично встретил Кальвина в феврале 1539 года во Франкфурте-на-Майне. Во время этой встречи они сразу же сблизились. В каком-то смысле на это повлияли те обстоятельства, в которых оказались оба реформатора. Меланхтон тогда был угнетён той ответственностью, которая предполагала роль вождя немецкой Реформации, а Кальвин был встревожен вестями о чуме в Страсбурге, где находились его друзья и жена, а также многочисленными письмами из Женевы.
Последний раз Меланхтон и Кальвин виделись на рейхстаге в Регенсбурге, после чего их общение продолжилось в переписке. По мере того, как у реформаторов прибавлялись обязанности и заботы, эта переписка становилась менее регулярной, оставаясь при этом весьма тёплой. В этой переписке Кальвин называл Меланхтона «друг» и «муж достославных свершений», Меланхтон, в свою очередь, выражал восхищение добротой друга. В этой переписке друзья часто обсуждали богословские вопросы. Так, к примеру, Меланхтон придерживался иного взгляда на предопределение, чем Кальвин, и некоторое время они пытались переубедить друг друга. После поражения Шмальканденской лиги, когда Меланхтон был вынужден принять лейпцигский интерим, Кальвин также выражал недовольство своим другом. Несмотря на это, переписка продолжилась в прежнем дружеском тоне, при это Кальвин признавался, что имел опасения, что его прежнее письмо может повредить привязанности Меланхтона. Сам же Меланхтон одобрил казнь Сервета, которая произошла в Женеве в 1554 году.
В последние годы жизни Меланхтона Кальвин писал ему, что очень сильно желает насладиться беседой с ним, чтобы почувствовать облегчение. Сам же Меланхтон ещё в Германии, кладя голову на грудь Кальвина, признавался, что когда придёт его смертный час, он хотел бы скончаться на этой груди.
Эта дружба оказала положительное влияние на отношения между движениями лютеранства и реформатства. В то время, как отношения между сторонниками Лютера и Цвингли были достаточно натянутыми, Кальвин испытывал большое уважение к немецкому реформатору, а сам был очень ценим лютеранскими богословами.

## Богословские взгляды

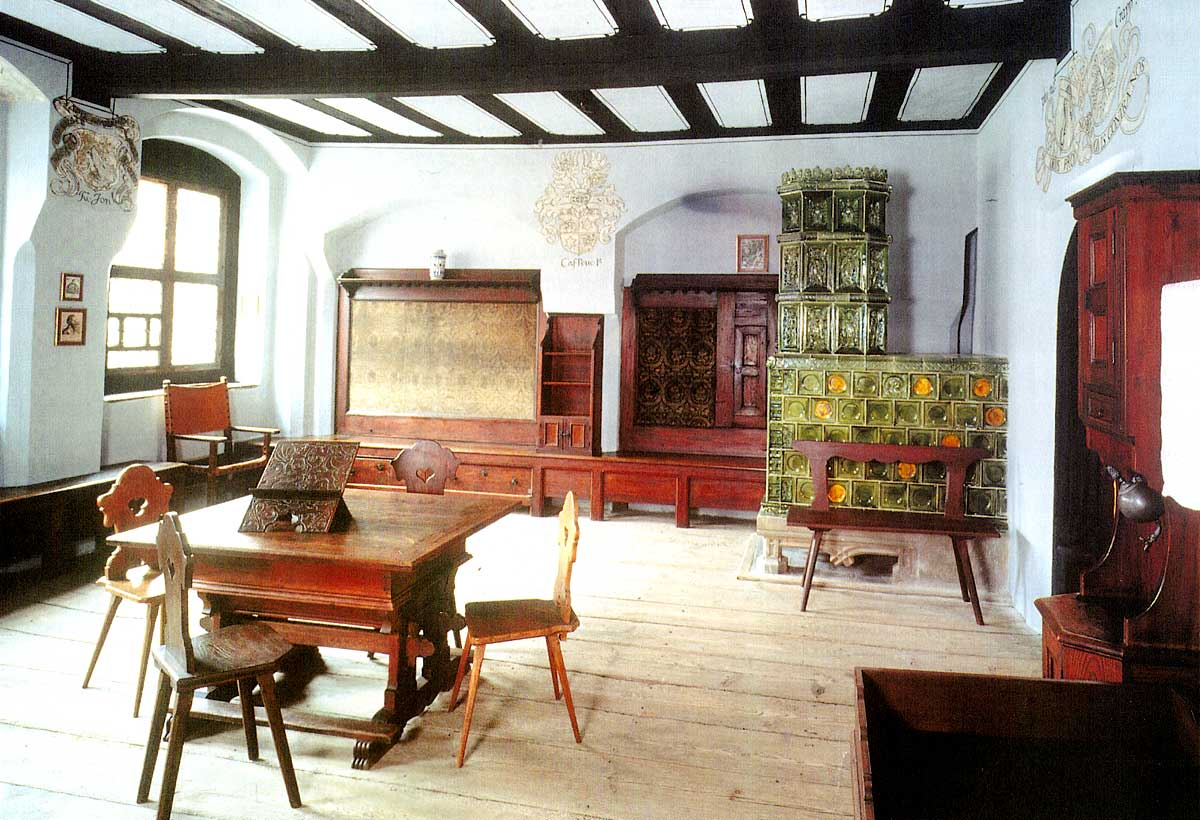
Комната Меланхтона в Виттенберге

Поскольку Меланхтон известен как сподвижник Лютера, что влияет и на трактовку его богословских работ, для выделения особенностей богословия Меланхтона полезно указать на его разногласия с Лютером:
1. Синергизм, ибо воля Бога должна быть принята человеком как свободный дар;
2. Концепция духовного, а не реального присутствия Христа в причастии;

Богословские взгляды Меланхтона формировались постепенно, в ходе споров и диспутов, поэтому его убеждения с течением времени претерпевали значительные изменения.

### Взгляд на спасение человека
Сначала, вместе с Лютером и Августином, Меланхтон отрицал всяческую свободу воли человека в духовных вопросах. Более того, он придерживался стоического учения о детерминизме — неизбежности всех поступков, как хороших (таких как обращение апостола Павла), так и плохих (предательство Иуды Искариота). Впоследствии, после тщательного изучения Писания и под влиянием взглядов Эразма Роттердамского он отказался от идеи фатализма, как от опасного заблуждения, несовместимого с христианством и моралью. Взамен детерминизма он стал учить синергизму — сотрудничеству Божьей и человеческой воли в вопросе обращения. Инициативу при этом он приписывал Божьей благодати. Он писал:

Бог — не причина греха, и Он не желает греха. Воля дьявола и человека — вот причина греха.
— 
Согласно его взгляду, человеческая природа испорчена не полностью, не безнадёжно, а только в основном. Испорченность проявляется в том, что без помощи Духа Святого душа не может породить такие чувства, как страх Божий, любовь к Богу и истинное повиновение ему. Неиспорченность в том, что человек может принять или отвергнуть Божью благодать. Бог идёт впереди человека, зовёт его, побуждает и поддерживает, а человек должен не сопротивляться. Согласно взгляду Меланхтона для спасения необходимы три вещи: слово Бога, Святой Дух и воля человека.
При этом, он продолжал отрицать необходимость заслуг для спасения человека и не стал осуждать учение о порабощении человеческой воли, потому что его придерживался Лютер. Сам же он терпимо относился к мнению на свободу воли, противоположному его убеждениям, хотя сам отказывался принимать его.

### Взгляд на евхаристию
Изначально Меланхтон придерживался взгляда Лютера на евхаристию, признавая, что в каком-то смысле Христос присутствует телесно при совершении таинства, потому что считал, что так учили отцы церкви. Но в 1530 году он был разубеждён Эколампадием, который показал, что отцы церкви не имели единого мнения по этому вопросу и что, к примеру, Августин не придерживался взгляда о телесном присутствии Христа. После 1534 года Меланхтон окончательно отказался от лютеровского взгляда на евхаристию. Он формулировал свой взгляд следующим образом: Христос духовно присутствует на евхаристии и это присутствие реально осуществляется. В дальнейшем он в своём понимании вплотную приблизился к пониманию этого вопроса Кальвином, с которым переписывался на эту тему. Также, он внёс поправку в Аугсбургское вероисповедание, убрав оттуда добавленную Лютером фразу против взгляда Цвингли и Кальвина. При этом, он не исключал возможности другого взгляда не евхаристию и не осуждал тех, кто его придерживается.

### Взгляд на оправдание только верой
Меланхтон, как и Лютер, придерживался идеи оправдания только верой (англ. sola fide). Несмотря на это, в последние годы своей жизни он, выступая против крайностей антиномизма стал больше заострять внимание на необходимости добрых дел. Под необходимостью добрых дел Меланхтон понимал не то, что дела являются условием спасения или способом приобретения заслуг перед Богом, а что дела являются результатом и доказательством наличия истинной веры у человека.

## Сочинения

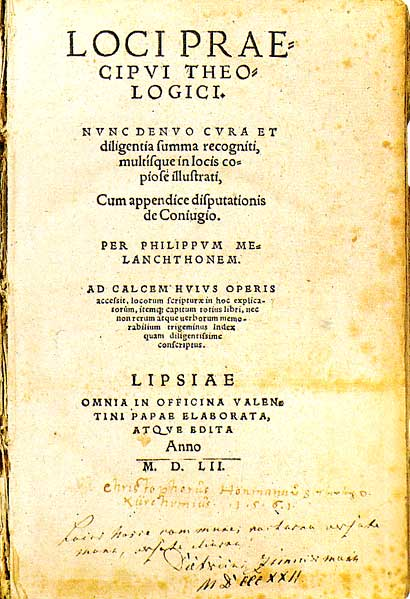
Loci communes, издание 1521 года

В 1521 году Меланхтон написал своё самое важное произведение — Loci communes. Оно представляет собой богословский учебник лютеранской церкви. Издания этого учебника можно разделить на три периода. Первый период — с 1521 по 1535 год. Эти издания содержат сформулированное и собранное в одном месте богословие Лютера. Они содержат в себе ограниченное краткое раскрытие основных вопросов антропологии и сотериологии. Это издание было основано на лекциях на послание к Римлянам и имеет больше практическую, чем богословскую цель. Второй период — с 1535 по 1544 год. Издание 1535 года, которое было посвящено английскому королю Генриху VIII, представляет собой тщательный пересмотр первоначальной версии труда. Третий период — с 1544 по 1559 год. Издания двух последних периодов содержат, помимо добавления материала и улучшения стиля, важные изменения в некоторых вопросах, таких как предопределение, свобода воли, телесное присутствие Христа в евхаристии и оправдание верой. Так, в них Меланхтон отказывается от детерминизма в пользу синергизма в вопросе спасения, от идеи телесного присутствия Христа в пользу присутствия духовного и от крайностей антиномизма в вопросе оправдания одной лишь верой. Последнее издание книги представляет собой труд, разделённый на 24 главы, в котором по порядку освещаются все традиционные темы христианства от сотворения до телесного воскресения. Заключительная глава посвящена христианской свободе. В этом издании Меланхтон использует схоластические методы доказательства, опираясь, кроме Писания, на труды отцов церкви.
Этот труд был изначально благосклонно принят среди реформаторов. Лютер высоко ценил эту книгу и считал, что она достойна занять свою место в церковном каноне. Помимо официальных изданий печаталось много репринтов книги в Базеле, Франкфурте, Лейпциге и т. д. Loci стали учебником лютеранского богословия в университетах, заменив «Сентенции» Петра Ломбардского. Католики, в свою очередь, называли труд «Новым Кораном» и чумой.

## Меланхтон и распространение Реформации

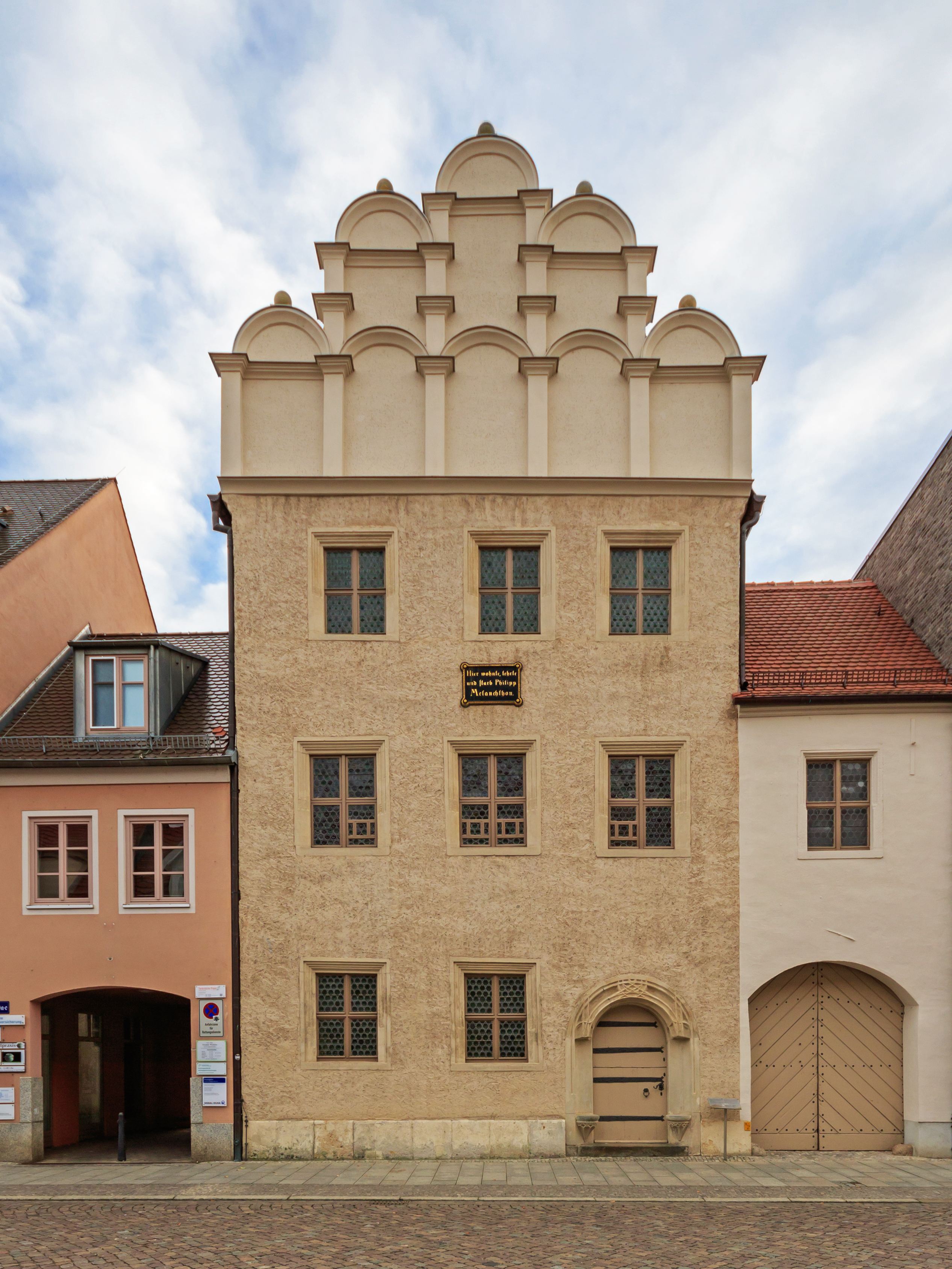
Виттенберг, дом Меланхтона

Меланхтон выступил с целым рядом политико-богословских трактатов, имевших большое значение в ходе Реформации. Это были:
- Loci communes (1521) — первое систематическое изложение лютеранской теологии, в значительной степени определившее её дальнейшее развитие[15];
- «Epitome doctrinae christianae» (1524), побудившее Филиппа, ландграфа Гессенского, примкнуть к Реформации;
- заключение, данное им в 1525 году, по приглашению Людвига V, курфюрста пфальцского, о 12 крестьянских статьях (отвергавшее их требования);
- его «Unterricht der Visitatoren an die Pfarrherren für Kurfürstentum Sachsen» (1527) — инструкция для предпринятой курфюрстом Иоанном визитации саксонских церквей, явившаяся первым церковным и школьным уставом евангелической Германии;
- знаменитое Аугсбургское исповедание, получившее от Меланхтона свою окончательную редакцию;
- апология Аугсбургского исповедания и «Repetitio confessionis augustanae saxonica» (см. Аугсбургское исповедание), всецело принадлежащие перу Меланхтона;
- трактат «De potestate рарае», написанный Меланхтоном в 1537 году по поручению Шмалькальденского союза.

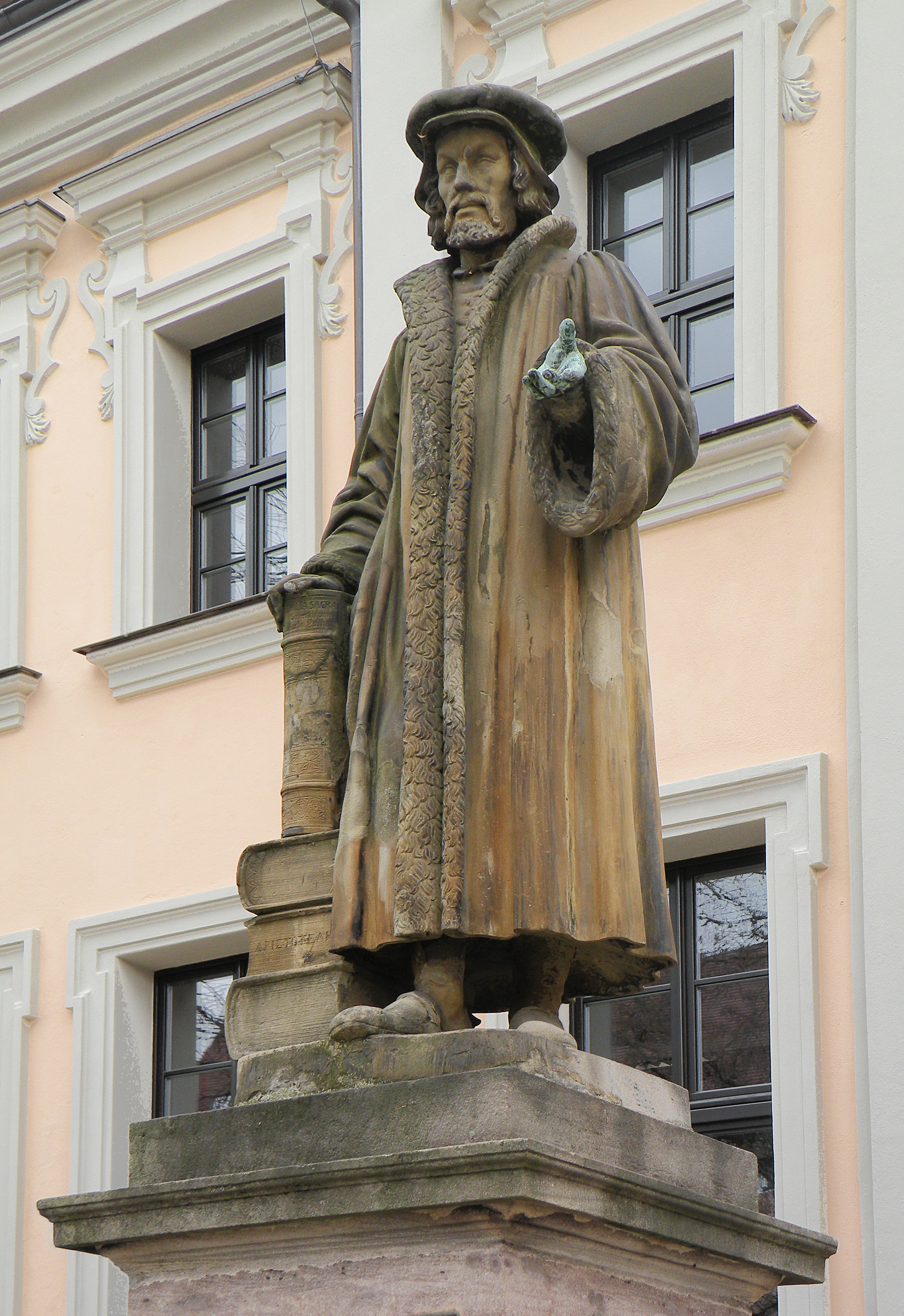
Памятник Меланхтону у его школы. Нюрнберг.

В 1545 году Мелахтон составил «виттенбергову реформацию», в которой сделал католикам большие уступки в отношении епископальной организации церкви.
Присутствуя на всех главных собраниях евангелистских чинов, Меланхтон принимал деятельное участие во введении реформации в Саксонии и Мейсене, в устройстве церковных и школьных дел в Нюрнберге, Лейпциге, Йене, Тюбингене, Франкфурте. Слава его была настолько велика, что короли Франциск I и Генрих VIII приглашали его во Францию и Англию для упорядочения церковных дел; но Меланхтон приглашения отклонил.
С одной стороны, Ф. Меланхтон всегда и везде выступал уступчивым посредником, склонным на значительные уступки, лишь бы сохранить мир и единение; особенно симпатизировал он швейцарским реформаторам и с 1535 года всё решительнее стал склоняться в учении о евхаристии к воззрениям Кальвина; участвовал также в выработке лейпцигского интерима. Хотя после смерти Лютера к Меланхтону почти всецело перешёл весь тот престиж, которым окружен был основатель Реформации, но этого было недостаточно, чтобы обуздать ненависть ортодоксальных последователей Лютера, возмущавшихся отступлениями Меланхтона от строго-лютерова учения. До самой смерти Меланхтона преследовала «ярость богословов» (rabies theologorum); одни считали его криптокальвинистом, другие обвиняли его в склонности к католическим воззрениям.
С другой стороны, Ф. Меланхтон одобрял казнь еретиков: сожжение Сервета женевскими кальвинистами он называл «благочестивым и достопамятным для всего потомства примером».

## Значение деятельности Меланхтона

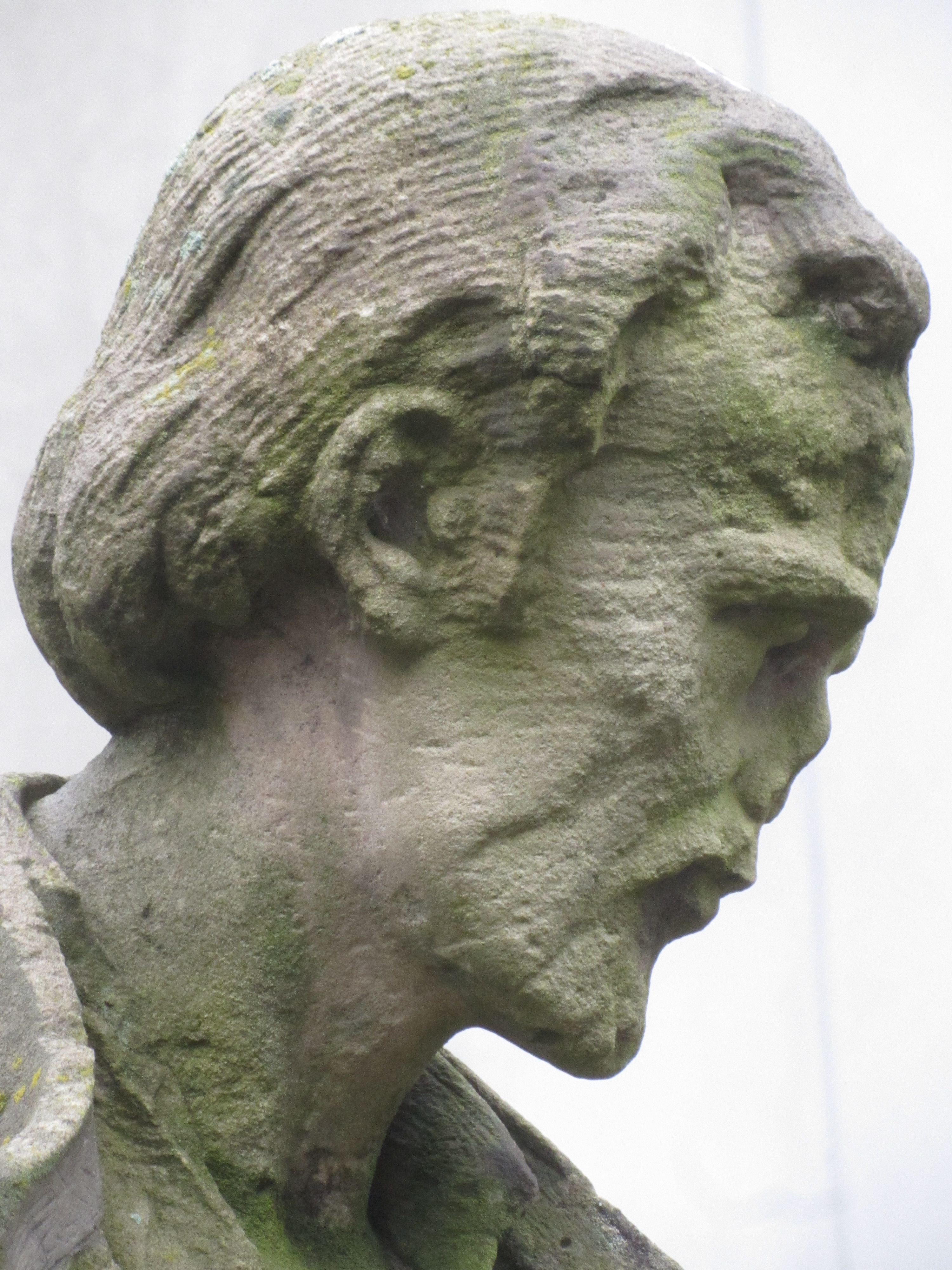
Голова статуи Меланхтона перед Гимназией Лессинга во Франкфурте-на-Майне

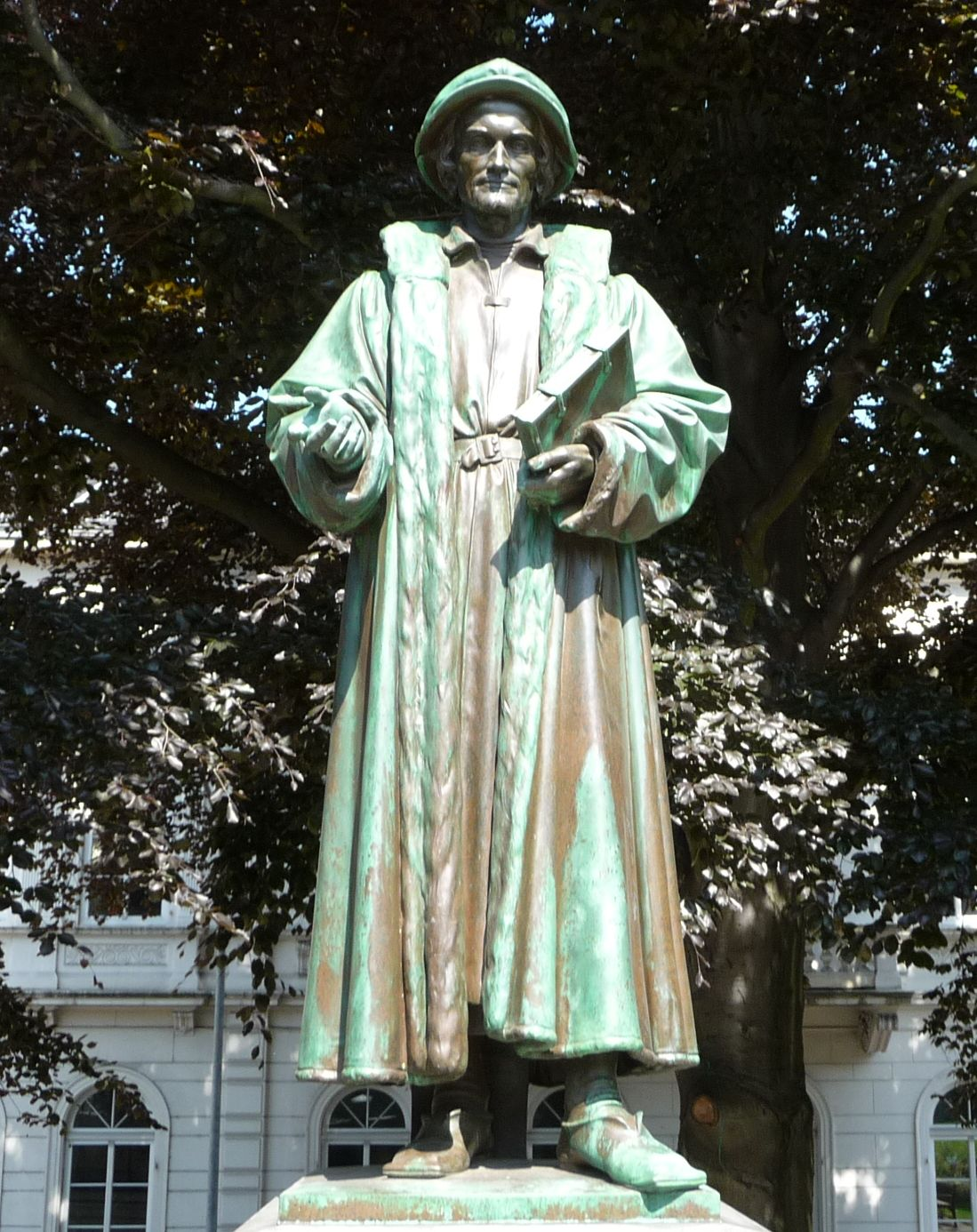
Памятник Ф. Меланхтону в Мемориале Мартина Лютера (Вормс)

Господствовавшее в лютеранской Германии ортодоксальное направление долго препятствовало признанию заслуг Меланхтона как реформатора. Но его значение как «учителя Германии» (Praeceptor Germaniae) никогда не оспаривалось. Именно он разработал устав университета, предполагавший подготовку ученых богословов и служителей обновленной церкви, начитанных в Библии и патристике, а также разбирающихся в античной литературе и риторической культуре. Немецкая школа, какой она была с XVI по XVIII век, через него получила своё прочное устройство и послужила образцом также для иезуитов. Это было, однако, вовсе не оригинальное творение, а осуществление мыслей, которые с самого начала господствовали в немецком гуманизме. Изучали латынь, чтобы изящно владеть ей в письме и в речи; учились по-гречески, чтобы иметь возможность читать Новый Завет в подлиннике, — а за этими целями все остальное отступало на второй план. Меланхтон составил для школ и университетов получившие всеобщее распространение и служившие образцами учебники греческой и латинской грамматики, логики, риторики и диалектики, богословия, этики, физики и психологии. Его изложение было скорее ясно, систематично и изящно, нежели глубоко. В основу он положил Аристотеля, этого «единственного мастера метода». В большинстве случаев Аристотель, по мнению Меланхтона, сходится и с откровением; где этого нет, там надо оставить Аристотеля. Меланхтон остался приверженцем аристотелево-птолемеевского учения о мироздании даже после появления системы Коперника; эту последнюю Меланхтон считал «злым и безбожным мнением» и полагал, что правительство обязано подавить её.
В 1865 году Меланхтону поставлен памятник в Виттенберге. Памятник Реформации, открытый в 1883 году в Лейпциге, изображает Лютера и Меланхтона; статуя Меланхтона входит также в состав памятника Реформации в Вормсе, открытого в 1868 году.

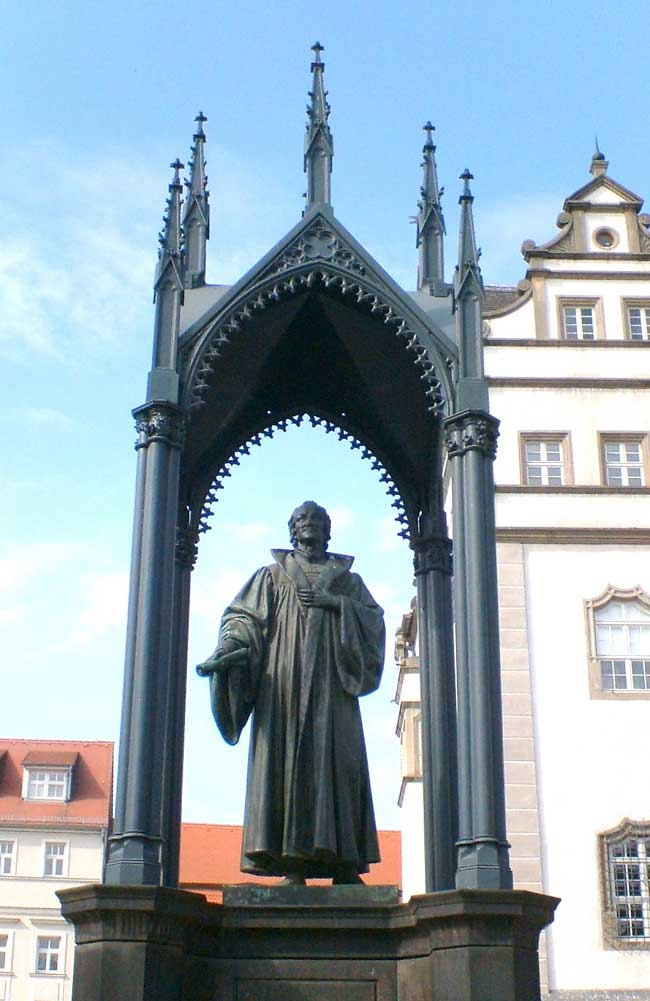
Памятник в Виттенберге

Биографию Меланхтона написал его друг Иоахим Камерарий; «Verzeichniss der Schriften Melanchthons» составил Ротермунд (Бремен, 1814). Новейшее и наиболее полное собрание сочинений Меланхтона издали Бретшнейдер и Биндсейль в «Corpus reformatorum» (28 т., Брауншвейг, 1834—1860), а последний издал также «Melanchtonis epistolae, judicia, consilia etc.» (Галле, 1874); дополнением к «Corpus reformatorum» служит «Melanchthoniana paedagogica», изданная Hartfelder’ом (Лейпциг, 1892).
Изображен на почтовой марке ФРГ 1960 года.

## Сочинения
- Меланхтон, Филипп. Аугсбургское вероисповедание (1530). Перевод с немецкого Ирины Каркалайнен, под ред. Ивана Фокина / См.: Лютер, Мартин. О свободе христианина. [Сборник]. Уфа: ARC, 2013. С. 117—157. ISBN 978-5-905551-05-5